# Łagiewniki (Poznań)
Pour les articles homonymes, voir Łagiewniki.
Łagiewniki (prononciation : [waɡʲɛvˈniki]) est un village polonais de la gmina de Pobiedziska dans le powiat de Poznań de la voïvodie de Grande-Pologne dans le centre-ouest de la Pologne.
Il se situe à environ 7 kilomètres au nord de Pobiedziska (siège de la gmina) et à 25 kilomètres au nord-est de Poznań (siège du powiat et capitale régionale).
Le village possédait une population de 154 habitants en 2011.

## Histoire
De 1975 à 1998, le village faisait partie du territoire de la voïvodie de Poznań.

Depuis 1999, Łagiewniki est situé dans la voïvodie de Grande-Pologne.